# Power Rangers Samurai : La Confrontation des Rangers rouges
 (février 2012).
Si vous disposez d'ouvrages ou d'articles de référence ou si vous connaissez des sites web de qualité traitant du thème abordé ici, merci de compléter l'article en donnant les références utiles à sa vérifiabilité et en les liant à la section « Notes et références ».
Power Rangers Samurai : La Confrontation des Rangers rouges (The Clash of the Red Rangers: The Movie) est un téléfilm de la série américaine Power Rangers.
D'une durée de près d'une heure, ce téléfilm a été diffusé originellement aux États-Unis le 26 novembre 2011 en tant qu'épisode spécial de la saison Samurai alors qu'il s'insère chronologiquement dans la saison suivante Super Samurai.

## Synopsis
Les Rangers vont faire équipe avec le Ranger rouge de l'équipe des Power Rangers RPM pour vaincre le Professeur Cog. Les Rangers Samurai travaillent avec le Ranger rouge RPM pour vaincre les forces de Xandred et des robots de la dimension des Rangers RPM. Mais quand le Ranger Samurai rouge et le Ranger RPM sont frappés par des Hypnobolts, ils se mettent à se battre l'un contre l'autre.

## Personnages

### Rangers Samurai
| Acteur                 | Personnages    | Rangers               | Éléments   | Armes | Zords                                        |
| ---------------------- | -------------- | --------------------- | ---------- | --- | -------------------------------------------- |
| Alex Heartman          | Jayden Shiba   | Ranger Samouraï rouge | 火 Feu     | Morpher Samouraï ; Épée Samouraï ; Massue de feu (Mode Boulet de canon) ; Boîte noire (qui conduit au super mode); Mode Attaque de requin | Zord Origami Lion ; Zord Tigre ; Zord Requin |
| Najee De-Tiege         | Kevin Cartezia | Ranger Samouraï bleu  | 水 Eau     | Morpher Samouraï ; Épée Samouraï ; Hydro Arc ;                                                                                            | Zord Origami Dragon ; Zord Espadon           |
| Hector David Jr        | Mike Mattews   | Ranger Samouraï vert  | 木 Forêt   | Morpher Samouraï ; Épée Samouraï ; Lance de la forêt ;                                                                                    | Zord Origami Ours, Zord Scarabée             |
| Brittany Anne Pirtle   | Emily Hanson   | Ranger Samouraï jaune | 土 Terre   | Morpher Samouraï ; Épée Samouraï ; Fonceur terrestre ;                                                                                    | Zord Origami Singe                           |
| Erika Fong             | Mia Chang      | Ranger Samouraï rose  | 天 Air     | Morpher Samouraï ; Épée Samouraï ; Éventail céleste ;                                                                                     | Zord Origami Tortue                          |
| Jeremy Birchall (voix) | Antonio Garcia | Ranger Samouraï doré  | 光 Lumière | Morpher Samouraï doré ; Sabre du Barracuda                                                                                                | Octozord ; Crustazord ; Zord flash           |

### Ranger Opérateur
| Acteurs                            | Personnages  | Rangers                            | Armes                                    | Armure                 |
| ---------------------------------- | ------------ | ---------------------------------- | ---------------------------------------- | ---------------------- |
| Eka Darville (Voix : Tobias Riess) | Scott Truman | Ranger Opérateur de la série rouge | Nitro-blaster, Sabre-lumière, Epée-nitro | Mode Attaque du Requin |

### Ennemis
- Maître Xandred : Il aide le professeur Cog à vaincre les Rangers Samurai et le Ranger RPM rouge.
- Dayu : Elle aide un peu le professeur Cog.
- Octoroo : Il est le cerveau de l'équipe. C'est lui qui prépare le médicament de maître Xandred. Il connaît beaucoup de choses sur les Nighloks et la rivière Sanzu. C'est lui qui découvre le pouvoir spécial du Ranger rouge, à savoir le pouvoir de renvoyer les Nighloks dans le monde d'en-bas. Maître Xandred le surnomme dans presque tous les épisodes « Tête de nouilles ».
- Moogers : Ce sont les soldats de l'équipe de maître Xandred. Ils possèdent deux armes à leurs disposition : l'arc et l'épée. Ils apparaissent dans la plupart des épisodes.
- Professeur Cog : Il vient de la dimension de Scott, il veut le détruire et les Rangers Samurai avec.
- Griders : Ce sont les robots de l'équipe du professeur Cog.
- Sharkjaw : Nighlok pouvant tourner sur lui-même à grande vitesse.
- Sergent Tread : Nighlok très rapide pouvant utiliser ses bras comme des roues géantes.
- Général Gut : Nighlok très puissant et doué au combat.

## Autour du téléfilm
- Scott est le seul représentant de l'équipe des Ranger Opérateurs à apparaître dans le film, mais il est métamorphosé pendant toute la durée du film. Cela est dû au fait qu'à partir de la fin de RPM, Eka Darville était devenu membre d'un syndicat et était contractuellement interdit de participer à des projets non syndiqués tels que Power Rangers en utilisant son vrai nom et son apparence. Par conséquent, il a enregistré ses dialogues en post-production à Los Angeles, tout en étant contractuellement dans l'impossibilité de participer au tournage physique qui a eu lieu en Nouvelle-Zélande.
  - Selon James W. Bates, les autres membres du casting de RPM devaient également reprendre leurs rôles dans des circonstances similaires à celles de Darville, mais ils n'ont finalement pas été inclus dans le scénario final.
- Steven Skyler n'apparaît pas dans ce film en raison d'engagements antérieurs sur un autre projet. Au lieu de cela, Antonio est physiquement représenté par une doublure non identifiée tandis que les dialogues sont enregistrés par Jeremy Birchall.
- Alex Heartman a réalisé certaines de ses cascades en costume dans le film, comme confirmé dans Ranger Tales: Samurai (du coffret DVD Power Rangers Legacy).
- Les événements du film sont réécrits dans la chronologie Shattered Grid établie dans la continuité des bandes dessinées de Boom! Studios, décrivant une collaboration de l'ensemble des deux équipes contre les Blue Samurai Sentries du Lord Drakkon.
- Bulk et Spike n'apparaissent pas dans ce spécial.
- Antonio est le seul Ranger Samouraï à réaliser sa séquence de métamorphose dans le spécial.